# Крачуновце
Крачуновце (словац. Kračúnovce) — село в Словаччині, Свидницькому окрузі Пряшівського краю.

## Географія
Розташоване в північно-східній частині Словаччини в південній частині Низьких Бескидів в долині ріки Топля. Протікає річка Тополя.

## Історія
Уперше згадується у 1347 році.

## Храми
У селі є римо-католицький костел святого Миколая, єпископа з 14—15 століття, первісно збудований у стилі готики, у 17 столітті перебудований в стилі бароко, кілька разів перебудований в стилі класицизму, з 1963 року національна культурна пам'ятка та протестантський костел з 20 століття.

## Населення
| Рік:            | 1994. | 2004.   | 2014.   | 2024.   |
| --------------- | ----- | ------- | ------- | ------- |
| Кількість осіб: | 1024  | 1123    | 1206    | 1273    |
| Різниця:        |       | +9,66 % | +7,39 % | +5,55 % |

| Рік:            | 2023. | 2024.   |
| --------------- | ----- | ------- |
| Кількість осіб: | 1271  | 1273    |
| Різниця:        |       | +0,15 % |

В селі проживає 1179 осіб.
Національний склад населення (за даними останнього перепису населення — 2001 року):
- словаки — 99,44 %
- русини — 0,19 %
- українці — 0,19 %
- чехи — 0,09 %

Склад населення за приналежністю до релігії станом на 2001 рік:
- римо-католики — 79,22 %,
- протестанти — 15,75 %,
- греко-католики — 4,10 %,
- не вважають себе віруючими або не належать до жодної вищезгаданої церкви- 0,56 %